# Cerkiew Świętej Trójcy w Czortkowie
Cerkiew Świętej Trójcy (ukr. Церква святої Тройці) – nieistniejąca cerkiew greckokatolicka (Ukraińska Cerkiew Greckokatolicka), w Czortkowie (hromada Czortków, rejon czortkowski, obwód tarnopolski).
W 1607 r. polski dowódca Michajło Jakow ufundował na górze Kulczyckich klasztor Bazylego Wielkiego i cerkiew Świętej Trójcy.
Cerkiew była zbudowana z kamienia, z pojedynczą kopułą i krzyżem.